# Злоупотребление димедролом
Злоупотребле́ние димедро́лом — использование димедрола (дифенгидрамина), антигистаминного препарата с центральным холинолитическим действием, в рекреационных целях. При приёме больших доз данное лекарственное средство вызывает делирий, токсикоманы входят в это психопатологическое состояние чтобы получить необычные переживания, изменить психическое состояние, освободиться от душевной пустоты и скуки, иногда для достижения эйфории. Чаще других вещества этой группы, вроде циклодола, пипольфена или димедрола используются подростками, так как для них это единственные доступные средства для изменения сознания и ухода от проблем:349.

## Острая интоксикация. Клиническая картина
Клинические проявления димедролового делирия сходны с циклодоловыми. Предшествующая интоксикации обстановка («сет и сеттинг») обычно определяет то, какой аффективный (эмоциональный) фон будет при опьянении (от страха до эйфории), а также содержание зрительных галлюцинаций. Зрительные галлюцинации калейдоскопичны, характерна быстрая смена картин и эпизодов. При неблагоприятной предшествующей обстановке, например стычками и драками с другими людьми, в видениях преобладают картины сражений и побоищ. Токсикоманы в этом случае видят людей, угрожающих им убийством.
На пике делирия критичность к галлюцинациям пропадает, токсикоман становится опасным для себя и окружающих.
В случае сочетания высоких доз алкоголя и димедрола расстройства восприятия и аффективные нарушения становятся ещё более выраженными и тяжёлыми. Так как димедрол хорошо растворяется в спирте, то прием после 5—10 таблеток дозы алкоголя облегчает всасывание препарата и ускоряет развитие делирия.
Зачастую подростки употребляют димедрол вместе с алкоголем для достижения состояния «оглушения», по словам А. С. Тиганова «одной из форм эйфории»:400.
Подобные психические расстройства вызывает атропин, димедроловый и атропиновый делирии весьма схожи.
Последствия злоупотребления антигистаминными препаратами куда серьёзнее, чем, к примеру, транквилизаторами. Антигистаминные препараты и димедрол в частности могут при длительном злоупотреблении привести к психоорганическому синдрому и серьёзно повредить интеллект и память.

## Усиление действия алкоголя
При небольших дозах (2—3 таблетки по 50 мг) димедрол усиливает алкогольное опьянение. При таком способе употребления он может способствовать быстрой «отключке» с дальнейшим глубоким сном.

## Тяжёлая передозировка лекарства
При передозировке димедрола или других лекарств группы антигистаминных препаратов возникают психозы, которые характеризуются галлюцинаторно-бредовой симптоматикой, психомоторным возбуждением и помрачением сознания:400.

## Использование опийными наркоманами
Димедрол также используют опийные наркоманы, употребляющие химически обработанные препараты опиума. Димедрол они добавляют к опиатам (в том числе к героину) для продления периода эйфории, а так же для попытки избавиться от побочных эффектов (тошнота, зуд, головная боль).